# Marco Asensio
Marco Asensio Willemsen (ur. 21 stycznia 1996 w Palma de Mallorca) – hiszpański piłkarz holenderskiego pochodzenia, występujący na pozycji pomocnika, były reprezentant Hiszpanii. Uczestnik Mistrzostw Świata 2018 i 2022. Obecnie gra w Aston Villi na wypożyczeniu z Paris Saint-Germain.

## Kariera klubowa
Asensio urodził się na Balearach w holendersko-baskijskiej rodzinie. Swoją karierę rozpoczął w akademii piłkarskiej RCD Mallorca, jednak od najmłodszych lat był obserwowany przez Real Madryt i FC Barcelonę. W sezonie 2013/2014 zadebiutował w seniorskim futbolu w barwach trzecioligowej wówczas RCD Mallorki B.
27 października 2013 rozegrał pierwsze spotkanie dla pierwszej drużyny, wchodząc na ostatnie 6 minut przegranego 1:3 spotkania z Recreativo Huelva. Następnie, także zmieniając jednego z kolegów z drużyny, wystąpił przeciwko CD Lugo. Po kilku kolejnych meczach ówczesny menadżer José Luis Oltra zdecydował się na stałe włączyć Asensio do kadry pierwszego zespołu Mallorki. 16 marca 2014 zdobył pierwszą bramkę dla klubu, otwierając wynik w wygranym 2:0 spotkaniu z CD Tenerife. Po zwolnieniu Oltry i zatrudnieniu w jego miejsce Walerija Karpina, Asensio zachował miejsce w podstawowym składzie, strzelając gole w meczach z CA Osasuną, Deportivo Alavés i Llagosterą.
24 listopada 2014 Real Madryt osiągnął z Mallorką porozumienie w sprawie transferu Asensio na Estadio Santiago Bernabéu. 5 grudnia oficjalnie poinformowano, że zawodnik podpisał z nowym klubem sześcioletni kontrakt i do zakończenia sezonu 2014/2015 pozostanie w dotychczasowej drużynie na zasadzie wypożyczenia. 21 sierpnia 2016 w swoim debiucie ligowym zdobył swoją pierwszą bramkę w barwach klubu podczas meczu z Realem Sociedad. 3 czerwca 2023 Real oficjalnie potwierdził, że wygasający 30 czerwca kontrakt z Asensio nie zostanie przedłużony.

## Kariera reprezentacyjna
W reprezentacji Hiszpanii zadebiutował 29 maja 2016 w meczu wygranym 3:1 z Bośnią i Hercegowiną.

## Statystyki kariery klubowej
Aktualne na 15 maja 2022.
| Zespół             | Sezon              | Liga    | Liga | Puchar kraju | Puchar kraju | Europa  | Europa | Pozostałe | Pozostałe | Łącznie | Łącznie |
| Zespół             | Sezon              | Występy | Gole | Występy      | Gole         | Występy | Gole   | Występy   | Gole      | Występy | Gole    |
| ------------------ | ------------------ | ------- | ---- | ------------ | ------------ | ------- | ------ | --------- | --------- | ------- | ------- |
| Mallorca B         | 2013/14            | 14      | 6    | –            | –            | –       | –      | –         | –         | 14      | 3       |
| RCD Mallorca       | 2013/14            | 20      | 1    | 0            | 0            | –       | –      | –         | –         | 20      | 1       |
| RCD Mallorca       | 2014/15            | 36      | 6    | 0            | 0            | –       | –      | –         | –         | 36      | 6       |
| RCD Mallorca       | Łącznie            | 56      | 7    | 0            | 0            | –       | –      | –         | –         | 56      | 7       |
| RCD Espanyol       | 2015/16            | 34      | 4    | 3            | 0            | –       | –      | –         | –         | 37      | 4       |
| Real Madryt        | 2016/17            | 23      | 3    | 6            | 3            | 8       | 3      | 1         | 1         | 38      | 10      |
| Real Madryt        | 2017/18            | 32      | 6    | 5            | 2            | 12      | 1      | 4         | 2         | 53      | 11      |
| Real Madryt        | 2018/19            | 30      | 1    | 5            | 3            | 7       | 2      | 2         | 0         | 44      | 6       |
| Real Madryt        | 2019/20            | 9       | 3    | 0            | 0            | 1       | 0      | 0         | 0         | 10      | 3       |
| Real Madryt        | 2020/21            | 35      | 5    | 1            | 0            | 11      | 2      | 1         | 0         | 48      | 7       |
| Real Madryt        | 2021/22            | 31      | 10   | 2            | 1            | 8       | 1      | 1         | 0         | 42      | 12      |
| Real Madryt        | Łącznie            | 160     | 28   | 19           | 9            | 47      | 9      | 9         | 3         | 235     | 49      |
| Łącznie w karierze | Łącznie w karierze | 264     | 42   | 22           | 9            | 47      | 9      | 9         | 3         | 342     | 63      |

## Sukcesy

### Real Madryt
- Mistrzostwo Hiszpanii: 2016/2017, 2019/2020, 2021/2022
- Superpuchar Hiszpanii: 2017
- Liga Mistrzów UEFA: 2016/2017, 2017/2018, 2021/2022
- Superpuchar Europy UEFA: 2016, 2017
- Klubowe mistrzostwo świata: 2016, 2017, 2018, 2022

### Reprezentacyjne
- Liga Narodów UEFA: 2022/23
- Mistrzostwo Europy U-19: 2015
- Wicemistrzostwo Europy U-21: 2017